# Metapenaeopsis laubieri
Metapenaeopsis laubieri är en kräftdjursart som beskrevs av Crosnier 1991. Metapenaeopsis laubieri ingår i släktet Metapenaeopsis och familjen Penaeidae. Inga underarter finns listade i Catalogue of Life.